# Noordplas
Het waterschap De Noordplas was een waterschap in de gemeenten Benthuizen, Boskoop, Hazerswoude (nu Rijnwoude) en Waddinxveen, in de Nederlandse provincie Zuid-Holland.
Het waterschap werd in 1969 gevormd bij de fusie van de volgende waterschappen:
- Achterof en de Putte
- De Benthuizerpolder
- De Hazerswoudsche Droogmakerij
- De Kleine Droogmakerij
- De Omringdijk van de Drooggemaakte Noordplas
- De Palensteinse Polder

Het waterschap was verantwoordelijk voor de waterhuishouding in de polders.